# Jagdgeschwader 53
A Jagdgeschwader 53 Pik As foi uma unidade aérea da Luftwaffe durante a Segunda Guerra Mundial.

## Geschwaderkommodoren
| Comandante                             | Data                                          |
| -------------------------------------- | --------------------------------------------- |
| Obstlt Werner Junck                    | 1 de Maio de 1939 - 30 de Setembro de 1939    |
| Major Hans Klein                       | 1 de Outubro de 1939 - 31 de Dezembro de 1939 |
| Obstlt Hans-Jürgen von Cramon-Taubadel | 1 de Janeiro de 1940 - 30 de Setembro de 1940 |
| Obstlt Freiherr von Maltzahn           | 9 de Outubro de 1940 - 4 de Outubro de 1943   |
| Major Friedrich Karl Müller            | ?? Outubro de 43 - ?? Outubro de 1943         |
| Major Kurt Ubben                       | ?? Outubro de 1943 - ?? Novembro de 1943      |
| Obstlt Helmut Bennemann                | 9 de Novembro de 1943 - 27 de Abril de 1945   |

## Stab
Formado em 1 de Maio de 1939 em Wiesbaden-Erbenheim a partir do Stab/JG 133.

## I. Gruppe

### Gruppenkommandeure

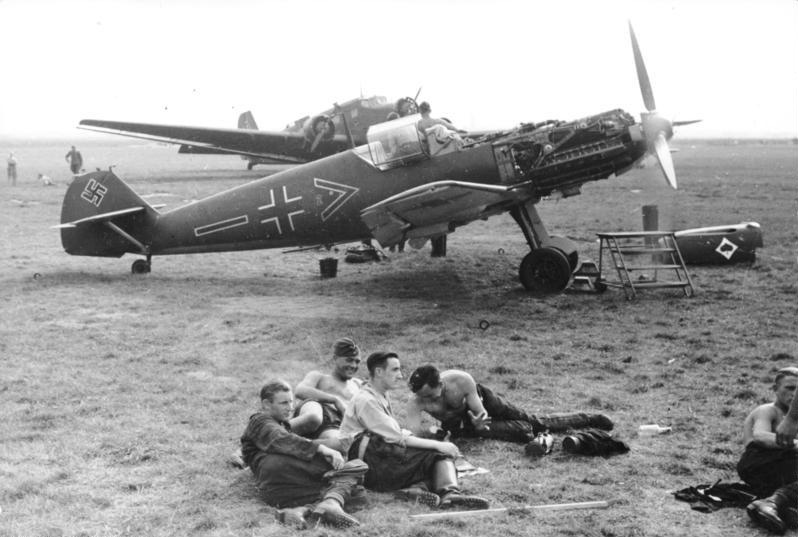

- Hptm Lothar von Janson, 1 de Maio de 1939 - 30 de Junho de 1940
- Hptm Albert Blumensaat, 1 de Julho de 1940 - 25 de Agosto de 1940
- Hptm Hans-Karl Mayer, 1 de Setembro de 1940 - 17 de Outubro de 1940
- Hptm Hans-Heinrich Brustellin, ?? Outubro de 1940 - 31 de Maio de 1941
- Olt Wilfried Balfanz, 1 de Maio de 1941 - 24 de Junho de 1941
- Hptm Franz von Werra, ?? Julho de 1941 - 25 de Outubro de 1941
- Hptm Ignaz Prestele , ?? Agosto de 1941 - Setembro de 1941
- Maj Herbert Kaminski, 1 de Novembro de 1941 - 24 de Julho de 1942
- Hptm Walter Spies, Agosto de 1942 - Outubro de 1942
- Hptm Friedrich-Karl Müller, Novembro de 1942 - 14 de Fevereiro de 1944
- Maj Jürgen Harder, 15 de Fevereiro de 1944 - Janeiro de 1945
- Hptm Wolfgang Ernst, Janeiro de 1945 - Fevereiro de 1945
- Hptm Erich Hartmann, Fevereiro de 1945 - 14 de Fevereiro de 1945
- Hptm Helmut Lipfert, 15 de Fevereiro de 1945 - 17 de Abril de 1945

Formado em 1 de Maio de 1939 em Wiesbaden-Erbenheim a partir do I./JG 133 com:
- Stab I./JG53 a partir do Stab I./JG133
- 1./JG53 a partir do 1./JG133
- 2./JG53 a partir do 2./JG133
- 3./JG53 a partir do 3./JG133

O 3./JG53 foi dispensado em Junho de 1944, mas acabou sendo reformado em 18 de Setembro de 1944. O 4./JG53 teve a sua formação ordenada em 10 de Setembro de 1944, mas nenhum 4./JG53 foi realmente formado. Dispensado em 17 de Abril de 1945.

## II. Gruppe

### Gruppenkommandeure

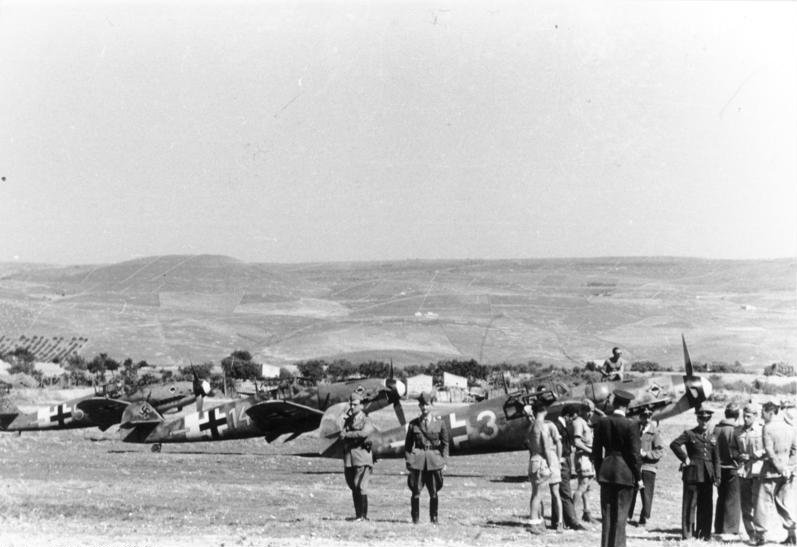

- Maj Hubert Merhart von Bernegg, 1 de Maio de 1939 - 18 de Agosto de 1939
- Maj Freiherr von Maltzahn, 19 de Agosto de 1939 - 8 de Outubro de 1940
- Hptm Heinz Bretnütz, 9 de Outubro de 1940 - 27 de Junho de 1941
- Hptm Walter Spies, Junho de 1941 - Julho de 1942
- Hptm Gerhard Michalski, Julho de 1942 - 23 de Abril de 1944
- Hptm Hans-Jürgen Westphal , 19 de Junho de 1943 - Julho de 1943
- Maj Karl-Heinz Schnell , Julho de 1943 - 28 de Setembro de 1943
- Maj Julius Meimberg, 24 de Abril de 1944 - 30 de Abril de 1945

Formado em 1 de Maio de 1939 em Mannheim-Sandhofen a partir do II./JG 133 com:
- Stab II./JG53 a partir do Stab II./JG133
- 4./JG53 a partir do 4./JG133
- 5./JG53 a partir do 5./JG133
- 6./JG53 a partir do 6./JG133

Em 10 de Agosto de 1944 foi adicionado ao 4 Staffeln:
- 5./JG53 não mudou
- 6./JG53 não mudou
- 7./JG53 a partir do antigo 4./JG53
- 8./JG53 novo

Em 1 de Março de 1945 o 8./JG53 acabou sendo dispensado. II./JG53 foi dispensado em 30 de Abril de 1945.

## III. Gruppe

### Gruppenkommandeure

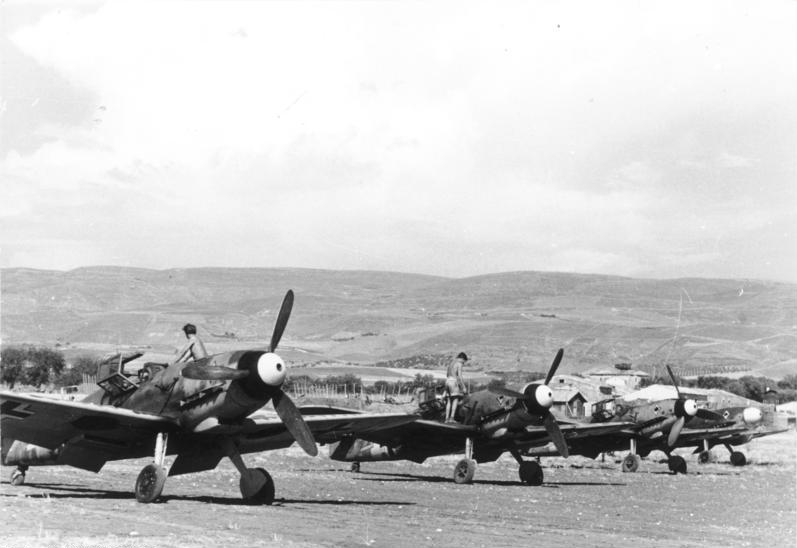

- Hptm Werner Mölders, 1 de Novembro de 1939 - 5 de Junho de 1940
- Hptm Rolf Pingel (acting), Junho de 1940 - 20 de Junho de 1940
- Hptm Harro Harder, 13 de Julho de 1940 - 12 de Agosto de 1940
- Hptm Wolf-Dietrich Wilcke, 13 de Agosto de 1940 - 18 de Maio de 1942
- Maj Erich Gerlitz, Maio de 1942 - Outubro de 1942
- Hptm Franz Götz, Outubro de 1942 - 17 de Janeiro de 1945
- Hptm Siegfried Luckenbach, 18 de Janeiro de 1945 - 2 de Maio de 1945
- Hptm Wolfgang Ernst (acting), Abril de 1945 - 2 de Maio de 1945

Formado em 1 de Novembro de 1939 em Wiesbaden-Erbenheim com:
- Stab III./JG53
- 7./JG53
- 8./JG53
- 9./JG53

Em 20 de Agosto de 1944 foi acrescentado ao 4 Staffeln:
- 9./JG53 não mudou
- 10./JG53 a partir do antigo 7./JG53
- 11./JG53 a partir do antigo 8./JG53
- 12./JG53 a partir do pessoal da I./JG 4

Em 1 de Março de 1945 o 12./JG53 acabou sendo dispensado.

## IV. Gruppe

### Gruppenkommandeure
- Hptm Hans Morr, 25 de Outubro de 1944 - 29 de Outubro de 1944
- Hptm Friedrich Müer, Outubro de 1944 - 2 de Janeiro de 1945
- Hptm Alfred Hammer, 9 de Janeiro de 1945 - 30 de Abril de 1945

Formado em 20 de Outubro de 1944 em Hüfingen, próximo de Donaueschingen, a partir do III./JG 76:
- Stab IV./JG53 a partir do Stab III./JG76
- 13./JG53 a partir do 9./JG76
- 14./JG53 a partir do 10./JG76
- 15./JG53 a partir do 11./JG76
- 16./JG53 a partir do 12./JG76

O 16./JG53 foi dispensado em 1 de Março de 1945 , e o IV./JG53 foi dispensado em 30 de Abril de 1945.

## Ergänzungsgruppe

### Gruppenkommandeure
- Hptm Hubert Kroeck, Novembro de 1940 - Janeiro de 1942

Formado em 20 de Setembro de 1940 em St. Jean d'Angely como Erg.Staffel/JG53, mas em 20 de Novembro de 1940 se tornou Erg.Gruppe com:
- Stab of Ergänzungsgruppe/JG53 novo
- 1. Einsatzstaffel/JG53 novo
- 2. Ausbildungsstaffel/JG53 a partir do Erg.Sta./JG53

Dispensado em Janeiro de 1942:
- Stab of Ergänzungsgruppe/JG53 se tornou Stab IV./JG1
- 1. Einsatzstaffel/JG53 se tornou 1./JG3
- 2. Ausbildungsstaffel/JG53 se tornou 3./EJGr.Süd

## 10.(Jabo)/JG53
Formado em 1 de Fevereiro de 1942 em San Pietro com os Bf 109F-4/B. Em 31 de Agosto de 1942 foi renomeado 1./Jabogruppe Afrika.